# Ligne de Beau
Pour les articles homonymes, voir Beau (homonymie).
 Mise en garde médicale
Les lignes de Beau sont des rainures de différentes profondeurs qui traversent plaque de l'ongle. En général, tous les ongles sont touchés de manière uniforme, bien qu’un traumatisme puisse affecter un seul ongle.
Les causes des lignes de Beau comprennent une maladie grave, la chimiothérapie, la maladie de Raynaud, un traumatisme, la malnutrition et le pemphigus,. Dans certains cas, la cause demeure inconnue. On peut également observer ces lignes en présence d'eczéma ou de psoriasis. Le mécanisme sous-jacent implique une perturbation de la croissance des ongles. Étant donné que les ongles poussent d'environ 1 mm tous les 8 jours, la distance parcourue par les lignes permet de déterminer le moment où l’événement causal s'est produit. Si plusieurs lignes sont présentes sur le même ongle, cela indique que plusieurs événements causaux se sont produits.
Le traitement vise la cause sous-jacente. Les lignes se développeront et se résorberont naturellement, sans qu'aucune mesure spécifique ne soit nécessaire. Elles sont relativement courantes. Ces lignes portent le nom du médecin français Joseph Honoré Simon Beau (en), qui les a décrites pour la première fois en 1846,.